# Jules Victor Génisson
Pour les articles homonymes, voir Génisson.
Jules Victor Génisson, né le 7 mars 1805 à Saint-Omer et mort le 8 octobre 1860 à Bruges, est un peintre belge connu pour ses intérieurs d'églises.

## Biographie

### Eléments biographiques
De son mariage à Bruxelles  le 31 janvier 1835 avec Reine Van Brée, on lui connait deux enfants :
* Georges (1835-1896) qui fut qualifié de peintre de genre et de portraitiste de son époque mais de l'École française. Il a peint notamment le portrait de la vicomtesse Hippolyte Vilain XIIII née Léontine de Wal de Baronville,
* Jules Gustave, né à Louvain le 22 septembre 1851 et mort à Anvers le 24 octobre 1851 âgé de 26 jours.
Jules Victor Genisson est mort à Bruges au n° 94 du Pré au Moulin (Molenmeers) en cette ville le 8 octobre 1860 à midi.

### Formation
Jules Victor Génisson étudie à l'Académie royale des beaux-arts d'Anvers où il est élève des frères Van Brée - Mathieu-Ignace Van Brée (1773 - 1839) et Philippe-Jacques van Bree (1786 - 1871) - qualifiés de précurseurs puis de chefs de la peinture romantique belge.
Il entreprend dès 1829 un voyage à travers la France, l'Italie et l'Allemagne. Il s'installe entre 1834 et 1840 à Saint-Josse-ten-Noode, en Belgique avant de partir vivre à Louvain.

### Carrière artistique
Jules Victor Génisson expose au Salon de Paris en 1843 et en 1850. Très inspiré par les cathédrales gothiques anglaises et leurs grands jubés, il n'hésite pas à peindre l'église à différentes époques en tenant compte des modes artistiques de celles-ci. 
Il aime également reproduire des moments importants comme la Distribution des pains aux pauvres dans l'église Saint-Gommaire de Lierre ou Lier à la suite d'enterrements de personnalités riches ; cette tradition n'existe plus.
Il a été le maître de Joseph Maswiens (1828-1880), peintre louvaniste, qui sera d'ailleurs l'un des témoins à la naissance de son second fils en 1851.

## Œuvres

Intérieur de la Cathédrale d'Amiens, 1842, (Pinacothèque de l'État de São Paulo).

- La Pinacothèque de l'État de São Paulo à São Paulo (Brésil) conserve le tableau : Intérieur de la Cathédrale d'Amiens (1842).

- Les archiducs Albert et Isabelle visitant la cathédrale de Tournai en 1600, Salon de Bruxelles de 1845 ;

- Chœur de l'église Sainte-Geneviève de Paris (1852)

- Au musée de l'Ermitage de Saint-Pétersbourg, se trouve le tableau représentant l'intérieur de l'église abbatiale d'Averbode daté de 1853[6].

- L'église Saint-Jacques d'Anvers (1857)

- La cathédrale Saint-Sauveur de Bruges (1858)

- La Cathédrale de Liège

- Il a peint pour la Famille Meeûs-Wouters et collait au dos du tableau sa dédicace manuscrite sur un très fin petit papier.